# 유단 (창향후)
유단(劉旦, ? ~ ?)은 전한 말기의 제후로, 동평양왕의 아들이다.

## 행적
원시 원년(1년), 창향후(昌鄕侯)에 봉해졌다.
창향후 저 8년(8년), 전한이 멸망하여 작위가 박탈되었다.

## 출전
- 반고, 《한서》 권15하 왕자후표 下

| 전임 (첫 봉건) | 전한의 창향후 1년 2월 병진일 ~ 8년 | 후임 (전한 멸망) |